# Altajosoma shilenkovi
Altajosoma shilenkovi är en mångfotingart som först beskrevs av Shear 1990.  Altajosoma shilenkovi ingår i släktet Altajosoma och familjen Diplomaragnidae. Inga underarter finns listade i Catalogue of Life.